# Страшилки
Страшилки — жанр сучасного дитячого фольклору; короткі розповіді, мета яких – налякати слухача або читача, в залежності від того розповідаються вони чи читаються. 

## Характеристика
На думку дослідниць цього жанру О. Гречиної й М. Осоріної, що ввели термін «страшилки» в науковий обіг, «в страшилці зливаються традиції чарівної казки з актуальними проблемами реального життя дитини». Відзначається, що серед дитячих страшилок можна виявити сюжети й мотиви, традиційні в архаїчному фольклорі, демонологічних персонажів, запозичених з небилиць і бувальщин, проте найпоширенішою є група сюжетів, в яких демонічними істотами виявляються предмети й речі навколишнього світу.
Літературознавиця С. М. Лойтер зазначає, що відчуваючи вплив чарівної казки, страшилки дітей придбали чітку й однотипну структуру сюжету. Закладена в ньому заданість (попередження або заборона - порушення попередження або заборони - відплата за порушення попередження або заборони) дозволяють визначити її як «дидактичну структуру». Деякі дослідники проводять паралелі між сучасним жанром дитячої страшилки й більш старими літературними видами страшних історій, наприклад, творами Корнія Чуковського. Письменник Едуард Успенський зібрав колекцію таких історій для книги «Червона Рука, чорне Простирадло, зелені Пальці (страшні повісті для безстрашних дітей)».
Страшилки в описаній формі набули поширення в 60-70-х роках XX століття. Літературознавець О. Ю. Трикова вважає, що в «Нині страшилки поступово переходять в стадію консервації». Діти ще розповідають їх, але вже практично не з'являється нових сюжетів, менше стає і частотність виконання. Очевидно, це пов'язано зі зміною життєвих реалій: в радянський період, коли майже тотальну заборону в офіційній культурі була накладена на все катастрофічне і лякає, потреба в страшному задовольнялася за допомогою даного жанру. В даний час з'явилося безліч джерел, крім страшилок, які відповідають цю тягу до загадково-лякаючого (від випусків новин, різних газетних публікацій, тих, що смакують «страшне» до численних фільмів жахів).
 

На думку піонера в дослідженні цього жанру, психолога М. В. Осоріна, страхи, з якими в ранньому дитинстві дитина справляється сам або за допомогою батьків, стають: 
«Матеріалом колективного дитячої свідомості. Цей матеріал опрацьовується дітьми в групових ситуаціях розповідання страшних історій, фіксується в текстах дитячого фольклору і передається наступним поколінням дітей, стаючи екраном для їх нових особистісних проєкцій»
Головними героями страшилок є звичайні діти, які стикаються з «предметом-шкідником» (пляма, фіранки, труну на коліщатках, піаніно, телевізор, радіо, платівка, автобус, трамвай). У цих предметах особливу роль нерідко грає колір: чорний, червоний, і інші. Герой, як правило, неодноразово отримує попередження про загрозу від предмета-шкідника біді, але не хоче (або не може) від нього позбутися. Його смерть найчастіше відбувається від удушення. У деяких сюжетах присутній помічник героя – міліціонер.
Страшилки не зводяться тільки до сюжету, істотним є і ритуал розповідання – як правило, в темряві або майже темряві без батьків при світлі ліхтарика чи свічки.
На думку фольклориста М. П. Чередникової, включеність дитини в практику розповідання страшилок залежить від його психологічного дозрівання. Спочатку, років в 5-6, дитина не може без жаху чути страшні історії. Пізніше, приблизно з 8 до 11 років, діти із задоволенням розповідають страшні історії, а у віці 12-13 років вже перестають сприймати їх навсправжки, і все більшого поширення набувають різні пародійні форми.

## Пародії на страшилки
Як ключові моменти страшилок (напр., чорний колір, страшна невідомість), так і повна форма жанру можуть експлуатуватися в «антистрашилках» – страшилки з «природною» розв'язкою або несподіваним дозволом потойбічного страху через смішне. 
Видатний фольклорист професор Є. О. Костюхін вважає, однак, що неправильно завжди бачити в таких сюжетах тільки пародію. Справа не в тому, що міфологічне світосприйняття в певному віці починає піддається критиці, а в тому, що спочатку в будь-який міфології комічне слід за серйозним. Це не «пародії» на страшилки, такі як осмислення і відкидання жанру – це альтернативні тексти, рівноправно що є сусідами зі страшними.
Також пародії можуть розглядатися як психологічний захисний механізм, що допомагає впоратися зі страхом (перетворити страшне в смішне і використовувати це в майбутньому, перенісши на нові об'єкти).

## Сучасні варіанти
Страшилки продовжують складатися дітьми і в наші дні, причому, пристосовані до сучасних реалій.
|  | За радянських часів дуже популярною була історія про чорний телевізор, з якого вночі вилазять чорні руки і душать членів сім'ї, але тепер вона в такому вигляді неактуальна - 90% телевізорів у нас не чорного к. Зате сьогодні діти розповідають історію про червоний мобільник, який працює не від батареї, а висмоктує з власника кров і мозок |

## Художні твори на основі дитячих страшилок
- Повість російського письменника-фантаста  Дмитра Ємця «Гроб на коліщатках» (2001) заснована на типових сюжетах дитячих страшилок.

- В оповіданні Віктора Пелевіна «Синій ліхтар» хлопчики розповідають один одному дитячі страшилки.